# هاروکا اوساوا
هاروکا اوساوا (انگلیسی: Haruka Osawa؛ زادهٔ ۱۵ آوریل ۲۰۰۱) بازیکن فوتبال اهل ژاپن است.